# Luba Woda
Luba Woda (niem. Liebseifen, słow. Milý potok, węg. Kedves-patak) – potok płynący Doliną pod Czerwoną Glinką w słowackich Tatrach Bielskich. Jest prawym dopływem Czarnej Wody Rakuskiej. 
Potok wypływa w dolnej części żlebku przecinającego Czerwoną Glinkę w Dolinie pod Czerwoną Glinką. Na wysokości 1047 m uchodzi do Czarnej Wody Rakuskiej. Cała zlewnia potoku znajduje się w porośniętych lasem obszarach TANAP-u poza znakowanymi szlakami turystycznymi.